# Пристава (Нова Горица)
Пристава (словен. Pristava, итал. Prestava) је насељено место у општини Нова Горица, Горишка регија, Словенија.

## Историја
До територијалне реорганизације у Словенији била је у саставу старе општине Нова Горица.

## Становништво
У попису становништва из 2011. године, Пристава је имала 377 становника.
| Број становника према пописима | Број становника према пописима | Број становника према пописима |
| ------------------------------ | ------------------------------ | ------------------------------ |
| 1991                           | 2002                           | 2011                           |
| 336                            | 361                            | 377                            |